# (1926) Demiddelaer
(1926) Demiddelaer (1935 JA) – planetoida z grupy pasa głównego asteroid okrążająca Słońce w ciągu 4,33 lat w średniej odległości 2,66 j.a. Odkryta 2 maja 1935 roku.